# Hydrastis canadensis
Espèce
Classification phylogénétique
Statut CITES
Hydrastis canadensis, ou Hydraste du Canada, est une espèce de plantes dicotylédones d'Amérique du Nord de la famille des Ranunculaceae.
Les fleurs et les feuilles sont terminales. C'est une espèce vivace par un rhizome (tige souterraine).
Les fleurs sont trimères : les sépales sont blancs caducs, les étamines en hélice.
Son fruit est charnu contrairement aux autres Ranunculaceae.
Elle est utilisée en pharmacie car elle produit un alcaloïde isoquinoléïque : l'hydrastine vasoconstrictrice.